# گینه استوایی
گینه استوایی با نام رسمی جمهوری گینه استوایی (به اسپانیایی: República de Guinea
Ecuatorial)کشوری در غرب قاره آفریقا کنار خلیج بیافرا، بین کامرون و گابون واقع است که از شمال با کامرون و از خاور و جنوب با گابن مرز مشترک دارد و از سوی باختر به اقیانوس اطلس می‌رسد.
مساحت گینه استوایی ۲۸٬۰۵۱ کیلومتر مربع است. پایتخت این کشور مالابو است. اسپانیایی زبان رسمی گینه استوایی هست. واحد پول این کشور فرانک سی‌اف‌ای است. گینه استوایی با یک میلیون و ۲۰۰ هزار نفر جمعیت کشوری نفت‌خیز در غرب آفریقاست. این کشور تا سال ۱۹۶۸ مستعمره اسپانیا بود و نام پس از استقلال آن، موقعیت آن را در نزدیکی خط استوا و خلیج گینه تداعی می‌کند.
گینه استوایی استقلال خود را از اسپانیا در ۱۲ اکتبر ۱۹۶۸ به دست آورد، اما زبان اسپانیایی را به عنوان زبان رسمی خود در کنار فرانسوی و اخیراً (از سال ۲۰۱۰) پرتغالی حفظ می‌کند. گینه استوایی در حال حاضر تنها کشور آفریقایی است که در آن اسپانیایی زبان رسمی است. ۸۷٫۷ درصد از جمعیت این کشور به خوبی به زبان اسپانیایی تسلط دارند.
پس از استقلال از اسپانیا در سال ۱۹۶۸، گینه استوایی توسط فرانسیسکو ماسیاس انگوئما به عنوان رئیس‌جمهور مادام‌العمر اداره می‌شد تا این‌که در سال ۱۹۷۹ توسط برادرزاده‌اش تئودورو اوبیانگ انگوما امباسوگو در کودتا سرنگون شد. امباسوگو از آن زمان رئیس‌جمهور این کشور است. ناظران خارجی هر دو رئیس‌جمهور را به‌عنوان دیکتاتور توصیف می‌کنند.

## جغرافیا
مساحت گینه استوایی ۲۸٬۰۵۱ کیلومتر مربع و پایتخت آن مالابو است. در سال ۲۰۱۵، جمعیت این کشور ۱۲۲۵۳۶۷ نفر بود
گینه استوایی از دو بخش، یک منطقه جزیره‌ای و یک منطقه اصلی تشکیل شده‌است. منطقه جزیره‌ای شامل جزایر بیوکو (فرناندو پو سابق) در خلیج گینه و آنوبون، یک جزیره آتشفشانی کوچک تشکیل شده‌است. آنوبون تنها بخش از کشور است که در جنوب خط استوا واقع شده‌است. جزیره بیوکو شمالی‌ترین قسمت گینه استوایی است و محل پایتخت این کشور، مالابو است. کشور جزیره‌ای پرتغالی‌زبان سائوتومه و پرنسیپ بین بیوکو و آنوبون واقع شده‌است.
منطقه سرزمین اصلی گینه استوایی، یعنی ریو مونی، از شمال با کامرون و از جنوب و شرق با گابن همسایه است. این شهر محل باتا، بزرگ‌ترین شهر گینه استوایی، و سیوداد د لاپاز، پایتخت برنامه‌ریزی شده آینده کشور است. ریو مونی همچنین شامل چندین جزیره کوچک فراساحلی است مانند کوریسکو، الوبی گرانده و الوبی چیکو.

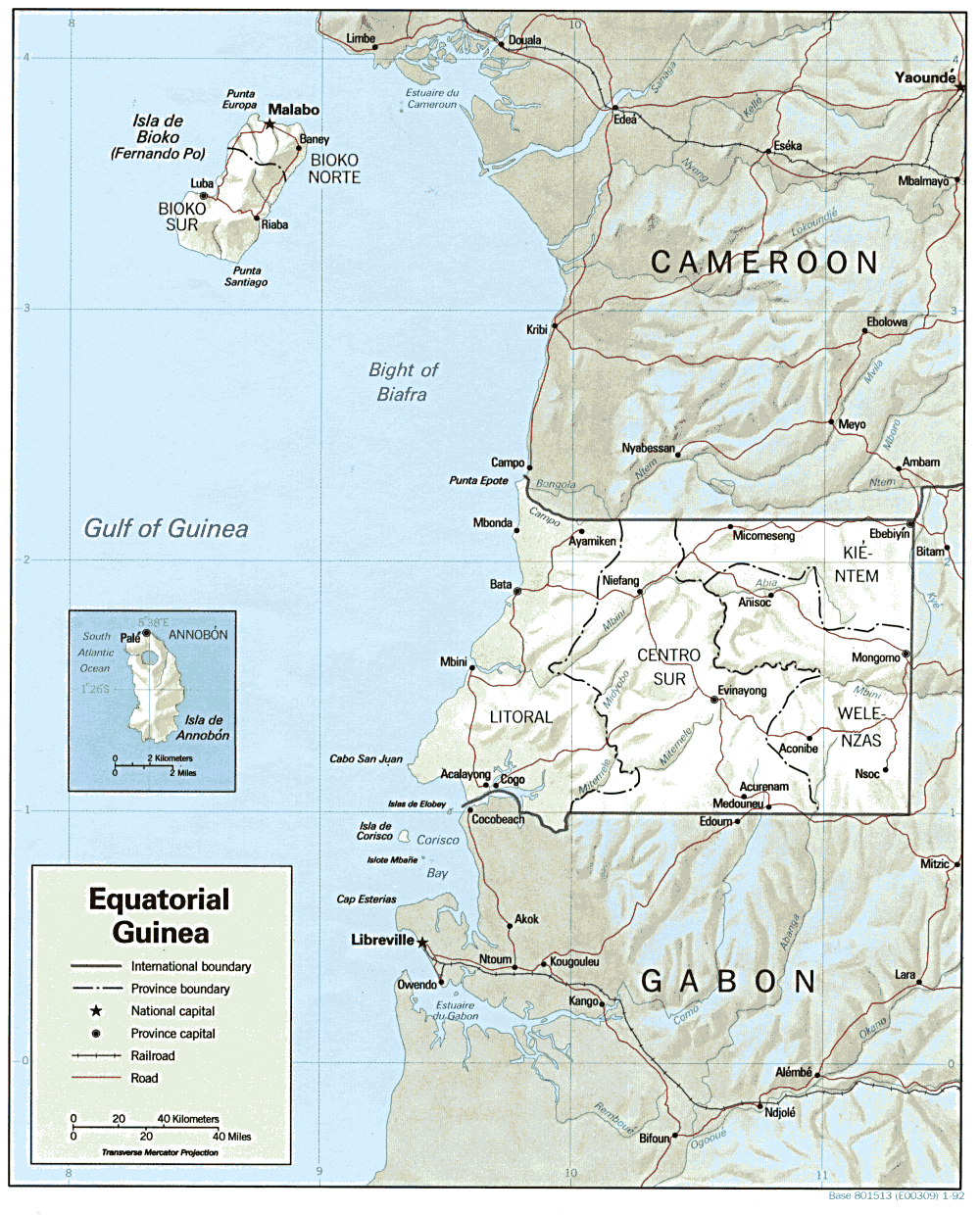

## تاریخ
گینهٔ استوایی از سال ۱۷۷۸ مستعمرهٔ اسپانیا گشت و تنها مستعمرهٔ اسپانیا در قارهٔ آفریقا بود و در روز ۱۲ اکتبر ۱۹۶۸ از اسپانیا اعلام استقلال کرد.

## تقسیمات کشوری
کشور گینهٔ استوایی دارای ۷ استان می‌باشد:
| نقشه | ردیف                      | استان            | مساحت | جمیعت |
| ---- | ------------------------- | ---------------- | ----- | ----- |
|      | ۱                         | آنوبون (Annobon) |       |       |
| ۲    | بیوکو نورته (Bioko-Norte) |                  |       |       |
| ۳    | بیوکو سور (Bioko-Sur)     |                  |       |       |
| ۴    | سنترو سور (Centro-Sur)    |                  |       |       |
| ۵    | کی انتم (Kie-Ntem)        |                  |       |       |
| ۶    | لیتورال (Litoral)         |                  |       |       |
| ۷    | وله انزاس (Wele-Nzas)     |                  |       |       |

## سیاست

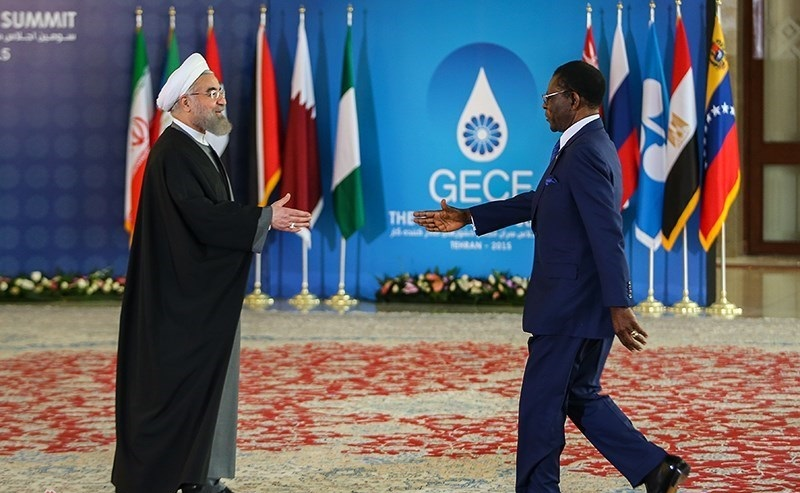
تئودور اوبیانگ انگوئما رئیس جمهور کنونی گینه استوایی و حسن روحانی رئیس جمهور سابق ایران در سومین اجلاس سران مجمع کشورهای صادرکننده گاز

سرتیپ تئودور اوبیانگ انگوئما از حزب دموکراتیک گینهٔ استوایی طی کودتایی در سال ۱۹۷۹ به قدرت رسید که هنوز هم بر این کشور حکومت می‌کند.
در سال ۱۹۹۲ احزاب سیاسی به رسمیت شناخته شدند، در همین سال سیلوستره سیاله بیلکا به سمت نخست‌وزیر منصوب شد، در سال ۲۰۰۶ میلادی ریکاردو مانگوئه اوباما نخست‌وزیر گینهٔ استوایی شد.
حکومت گینه استوایی همواره در گزارش‌های حقوق بشری سازمان‌های مختلف بین‌المللی یکی از بدترین کشورها معرفی شده‌است. گزارشگران بدون مرز، تئودور اوبیانگ رئیس‌جمهور این کشور از سال ۱۹۷۹ تاکنون را یکی از «شکارچیان آزادی رسانه‌ها» معرفی کرده‌است. قاچاق انسان هم یکی از معضلات مهم این کشور است. گزارش سال ۲۰۱۲ سازمان ملل در مورد قاچاق انسان بیان می‌دارد که «گینه استوایی یکی از منابع و مقاصد قاچاق زنان و کودگان برای روسپی‌گری و کار اجباری است» و دولت این کشور نیز تلاش مؤثری برای رعایت حداقل استانداردهای انسانی صورت نمی‌دهد.
دولت گینه استوایی اقتدارگرا است و یکی از بدترین سوابق حقوق بشر در جهان را دارد. این کشور در بررسی سالانه «خانه آزادی» در مورد حقوق سیاسی و مدنی همواره در بین «بدترین بدترین‌ها» قرار دارد. گزارشگران بدون مرز، رئیس‌جمهور کشور، اوبیانگ، را در زمره «مهاجمان» علیه آزادی مطبوعات قرار می‌دهد.
قاچاق انسان مشکل مهمی در این کشور است و گزارش قاچاق انسان ایالات متحده، گینه استوایی را به عنوان کشور مبدأ و مقصد برای کار اجباری و قاچاق جنسی معرفی می‌کند. این گزارش همچنین خاطرنشان می‌کند که گینه استوایی «به هیچ روی، حداقل استانداردهای حذف قاچاق را برآورده نمی‌کند، اما تلاش‌های قابل توجهی در این راستا انجام داده‌است.»

## مردم
۸۳ درصد از نژاد مردم گینهٔ استوایی را قبایل فانگ و ۱۰ درصد را بوبیان تشکیل می‌دهند. 
از نظر مذهبی ۸۵ درصد مردم این کشور مسیحی کاتولیک، ۷ درصد پروتستان، ۲ درصد مسلمان و پنج درصد بقیه نیز پیرو باورهای آنیمیستی، بهائیت و ادیان دیگر هستند.
اسپانیایی زبان رسمی گینه استوایی هست.
این کشور که حدود یک میلیون و ۲۲۵ هزار نفر جمعیت دارد از نظر سرانه تولید ناخالص داخلی ثروتمندترین کشور آفریقاست و در رتبه ۶۹ دنیا قرار می‌گیرد. اما توزیع ثروت بسیار نامتوازن صورت گرفته‌است و عده کمی از مردم از درآمد نفتی بهره‌مند شده‌اند. این کشور از نظر شاخص توسعه انسانی در رتبه ۱۴۴ دنیا قرار گرفته و به گفته سازمان ملل بیش از نیمی از جمعیت آن به آب سالم دسترسی ندارند و ۲۰ درصد کودگان پیش از رسیدن به ۵ سالگی می‌میرند.

## اقتصاد

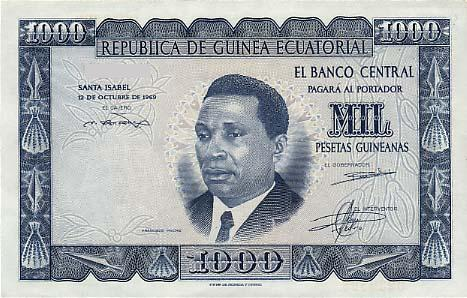

واحد پول گینهٔ استوایی، فرانک سی‌اف‌آ با واحد جزء سانتیم نام دارد. گینه استوایی از اواسط دهه ۱۹۹۰ به یکی از تولیدکنندگان بزرگ نفت خام در آفریقای جنوب صحرا تبدیل شده‌است.
اقتصاد گینه استوایی در دوران استعمار اسپانیا به صادرات کاکائو، قهوه و الوار متکی بود که بیشتر آن به اسپانیا و مقداری هم به بریتانیا و آلمان صادر می‌شد. کشف ذخایر بزرگ نفت در سال ۱۹۹۶ و استخراج متعاقب آن درآمد هنگفتی نصیب دولت این کشور کرد. گینه استوایی از سال ۲۰۰۴ به‌طور پیوسته سومین تولیدکننده بزرگ نفت خام در آفریقای جنوب صحرا پس از آنگولا و گابن بوده‌است.
از اواسط دهه ۱۹۹۰، گینه استوایی به یکی از بزرگ‌ترین تولیدکنندگان نفت در جنوب صحرای آفریقا تبدیل شده‌است. در پی این روند، این کشور ثروتمندترین کشور در سرانه آفریقا شد و تولید سرانه ناخالص داخلی آن (تنظیم‌شده بر اساس برابری قدرت خرید) در رتبه ۴۳ در جهان قرار گرفت؛ با این حال، ثروت در این کشور به‌شدت نابرابر توزیع می‌شود و افراد کمی از ثروت نفت بهره‌مند می‌شوند. این کشور در شاخص توسعه انسانی سال ۲۰۱۹ رتبه ۱۴۴ را داشت و کمتر از نیمی از جمعیت هٔ ت به آب آشامیدنی سالم دسترسی دارند و حدود ۱ کودک از هر ۱۲ کودک پیش از پنج سالگی می‌میرد.